# Giro delle Fiandre femminile 2014
Il Giro delle Fiandre femminile 2014, undicesima edizione della corsa e valido come terza prova dell'Coppa del mondo di ciclismo su strada femminile 2014, si svolse il 6 aprile 2014 su un percorso di 139 km, con partenza e arrivo ad Oudenaarde, in Belgio. La vittoria fu appannaggio dell'olandese Ellen van Dijk, che completò il percorso in 3h47'50", alla media di 37,606 km/h, precedendo la britannica Elizabeth Armitstead e la svedese Emma Johansson.
Sul traguardo di Oudenaarde 84 cicliste, su 160 partite dalla medesima località, portarono a termine la competizione.

## Ordine d'arrivo (Top 10)
| Pos. | Corridore            | Squadra        | Tempo    |
| ---- | -------------------- | -------------- | -------- |
| 1    | Ellen van Dijk       | Boels-Dolmans  | 3h47'50" |
| 2    | Elizabeth Armitstead | Boels-Dolmans  | a 1'01"  |
| 3    | Emma Johansson       | Orica-AIS      | s.t.     |
| 4    | Elisa Longo Borghini | Hitec Products | a 1'03"  |
| 5    | Annemiek van Vleuten | Rabo-Liv       | s.t.     |
| 6    | Anna van der Breggen | Rabo-Liv       | s.t.     |
| 7    | Liesbet De Vocht     | Lotto-Soudal   | s.t.     |
| 8    | Megan Guarnier       | Boels-Dolmans  | s.t.     |
| 9    | Tiffany Cromwell     | Specialized    | s.t.     |
| 10   | Evelyn Stevens       | Specialized    | s.t.     |